# Peter Hla
Peter Hla (Hwary, 15 de janeiro de 1952) é bispo de Pekhon.
Peter Hla foi ordenado sacerdote em 8 de março de 1981. João Paulo II o nomeou Bispo Auxiliar de Taunggyi e Bispo Titular de Castellum na Numídia em 13 de março de 2001.
A ordenação episcopal conferiu-lhe o Núncio Apostólico na Tailândia, Cingapura e Camboja e Delegado Apostólico em Mianmar, Laos, Brunei Darussalam e Malásia, Adriano Bernardini, em 15 de dezembro do mesmo ano; Os co-consagradores foram Matthias U Shwe, arcebispo de Taunggyi, e Abraham Than, bispo de Kengtung.
Papa Bento XVI nomeou-o Bispo de Pekhon em 15 de dezembro de 2005.